# Cantone di Breteuil (Oise)
Il Cantone di Breteuil era una divisione amministrativa dell'arrondissement di Clermont.
È stato soppresso a seguito della riforma complessiva dei cantoni del 2014, che è entrata in vigore con le elezioni dipartimentali del 2015.
Comprendeva i comuni di:
- Ansauvillers
- Bacouël
- Beauvoir
- Bonneuil-les-Eaux
- Bonvillers
- Breteuil
- Broyes
- Chepoix
- Esquennoy
- Fléchy
- Gouy-les-Groseillers
- La Hérelle
- Le Mesnil-Saint-Firmin
- Mory-Montcrux
- Paillart
- Plainville
- Rocquencourt
- Rouvroy-les-Merles
- Sérévillers
- Tartigny
- Troussencourt
- Vendeuil-Caply
- Villers-Vicomte